# Dave Valenti
David „Dave“ Valenti (* 9. Oktober 1964 in Bellevue, Washington) ist ein ehemaliger US-amerikanischer Freestyle-Skier. Er war auf die Disziplin Aerials (Springen) spezialisiert und gewann bei den Weltmeisterschaften 1991 die Bronzemedaille. Im Weltcup gelang ihm ein Podestplatz.

## Biografie
Valenti gab am 18. Januar 1986 in Lake Placid sein Debüt im Freestyle-Skiing-Weltcup und konnte sich anfangs nicht in den Punkterängen klassieren. Dies gelang ihm erstmals ein Jahr später mit Rang 14 am Mont Gabriel. Zur selben Zeit versuchte er sich auch im Ballett, konnte dabei aber keine nennenswerten Erfolge erzielen. In den folgenden drei Jahren hatte er mit Knieproblemen zu kämpfen und musste sich nach einer Bänderverletzung 1990 einer Operation unterziehen.
Als Sechster in Breckenridge schaffte Valenti im zweiten Springen nach seinem Comeback eine neue persönliche Bestleistung und qualifizierte sich damit für die Weltmeisterschaften 1991 in Lake Placid. Dort überraschte er hinter den Kanadiern Philippe Laroche und John Ross mit dem Gewinn der Bronzemedaille. Seinen einzigen Weltcup-Podestplatz belegte er als Dritter beim Ausklang der folgenden Saison, wodurch er mit Rang 13 in der Aerials-Disziplinenwertung ein Karrierehoch erreichte. Danach gelangen ihm noch vier Platzierungen unter den besten zehn, eine Teilnahme an Olympischen Spielen blieb ihm verwehrt. Im Dezember 1994 bestritt er seinen letzten Wettkampf im Nor-Am Cup.
Nach seinem Rücktritt aus dem Leistungssport ist Valenti als Skitrainer und Unternehmer tätig. Unter dem Namen Dave Valenti’s Big Air and Bumps gründete er ein Trainingszentrum für Freestyle-Skiing, Snowboard und Wakeboard in seiner Heimatregion Puget Sound.

## Erfolge

### Weltmeisterschaften
- Lake Placid 1991: 3. Aerials

### Weltcup
- 7 Platzierungen unter den besten zehn, davon 1 Podestplatz

### Weltcupwertungen
| Saison  | Gesamt                              | Gesamt                              | Aerials                             | Aerials                             |
| Saison  | Platz                               | Punkte                              | Platz                               | Punkte                              |
| ------- | ----------------------------------- | ----------------------------------- | ----------------------------------- | ----------------------------------- |
| 1985/86 | 112.                                | 1                                   | 45.                                 | 7                                   |
| 1986/87 | 79.                                 | 4                                   | 29.                                 | 22                                  |
| 1989/90 | verletzungsbedingt keine Ergebnisse | verletzungsbedingt keine Ergebnisse | verletzungsbedingt keine Ergebnisse | verletzungsbedingt keine Ergebnisse |
| 1990/91 | 69.                                 | 6                                   | 26.                                 | 55                                  |
| 1991/92 | 35.                                 | 14                                  | 13.                                 | 111                                 |
| 1992/93 | 49.                                 | 49                                  | 16.                                 | 296                                 |
| 1993/94 | 61.                                 | 30                                  | 22.                                 | 244                                 |

### Weitere Erfolge
- 1 US-amerikanischer Meistertitel (Aerials)[2]